# Kopiec Tatarski w Przemyślu
Kopiec Tatarski (Kopiec Przemysława) – kopiec położony na Zniesieniu (350,3 m n.p.m.) w Przemyślu.
Kopiec Tatarski, zwany też Kopcem Przemysława (legendarnego założyciela Przemyśla), datowany jest na koniec IX wieku, jego powstanie łączone jest z obecnością Madziarów na tych terenach.